# Scrofella
Scrofella é um género botânico pertencente à família Plantaginaceae. Tradicionalmente este gênero era classificado na família das Scrophulariaceae.

## Espécie
Scrofella chinensis

## Nome e referências
Scrofella Maxim.